# Тип 98 (граната)

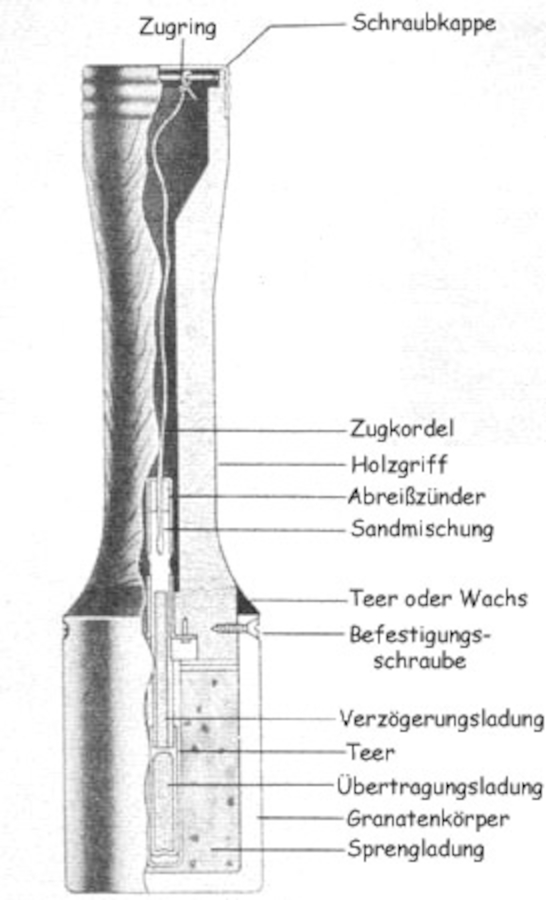

Граната Тип 98 (九八式柄付手榴弾 Kyūhachi-shiki etsuki teryūdan) — японская осколочная граната предназначенная для поражения живой силы в оборонительном бою. Создана на основе китайской гранаты Тип 23, в свою очередь бывшей копией германской Stielhandgranate.

## История
В 1938 году японцы скопировали трофейные китайские гранаты Тип 23 и наладили их производство на Мукденском арсенале. В японской армии эти гранаты были обозначены как «Тип 98» (числовой код дан по году, в котором его приняли на вооружение — 2598 год (две последних цифры) по японскому летоисчислению). В отличие от оригинальной немецкой M24 Stielhandgranate и Тип 23, Тип 98 была осколочной гранатой. Однако её заряд был слабым и содержал только 50 грамм пикриновой кислоты (более мощной, но менее безопасной, чем TNT). Граната имела вытяжное кольцо, прикрепленное к воспламеняющему шнуру, задержка предохранителя составляла от 4 до 5 секунд. Подобно Тип 23, это была грубая копия модели 1924, и её эффективность была невысокой.

## Конструкция
Корпус гранаты изготавливался из чугуна и имел резьбу в нижней части для присоединения деревянной рукоятки.
Заряд взрывчатого вещества помещался внутрь корпуса и упаковывался в бумажный картуз. Заряд ВВ имеет углубление в который вставлен запальный стакан.
Через деревянную рукоять проходит сквозное центральное сверление, в котором располагается терочный взрыватель.
На обоих концах рукоятки закреплены металлические резьбовые втулки для накручивания предохранительного колпачка и соединения с корпусом гранаты. Также применялась деревянная рукоятка, которая крепилась к корпусу гранаты шурупами, ввинченными с наружной стороны корпуса.
Капсюль-детонатор переносится отдельно от гранаты и вставляется в гнездо заряда в корпусе.
Выпускалась два вида гранат Тип 98. отличавшихся между собой только тем, что в одной модификации деревянная рукоять вкручивалась в корпус, а в другой вставлялась и крепилась при помощи трех шурупов ввинчиваемыми с наружной стороны корпуса.
В эпоху Тайсё, начиная с 1912 года, было внесено несколько улучшений, в первую очередь касающихся  безопасности гранаты при транспортировке и также конструкции предохранителя. Кроме того, порох в заряде взрывчатого вещества был заменен тринитротолуолом , а вместо хлопчатобумажных веревок все чаще использовались пеньковые веревки и пучки соломы . Всего к 1930 году было официально представлено три различных усовершенствования, которые использовались в Китае и Маньчжурии наряду с многофункциональной ручной гранатой Taisho 10 западного образца.

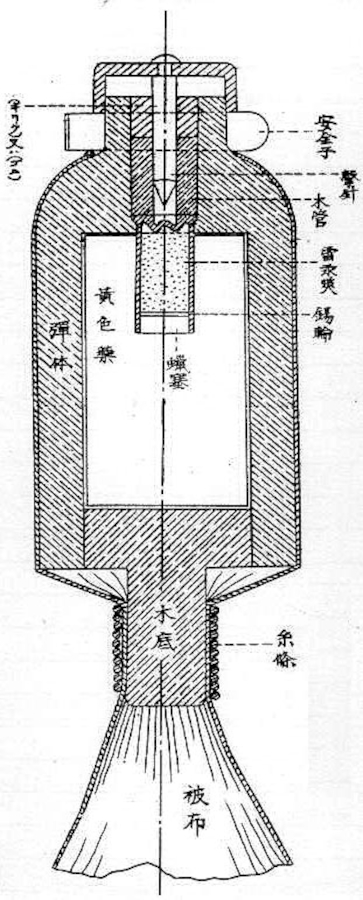
Ручные гранаты типа Мэйдзи 40
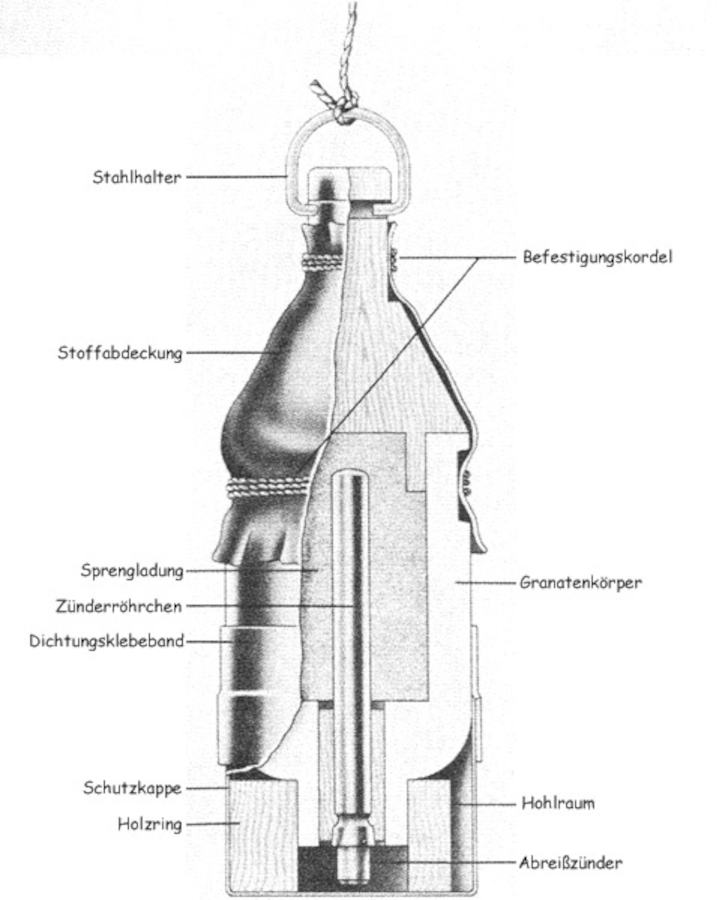
Эскиз в разрезе третьей модифицированной версии

## Применение
Для применения гранаты требовалось открутить предохранительный колпачок с деревянной рукояти, затем резким движением вытянуть шнур терочного механизма за кольцо и метнуть гранату в цель. После срабатывания терочного механизма луч огня передается на пороховой замедлитель, который горит в течение 4 — 5 секунд, после его выгорания воспламеняется капсюль-детонатор, что и приводит к взрыву самой гранаты.